# Hubert Schleichert
Hubert Schleichert (Viena, 30 de julio de 1935-Munich, 13 de septiembre de 2020) fue un filósofo austríaco y profesor emérito de filosofía. 
Su línea central de investigación y trabajo ha estado relacionada con la filosofía política, teoría de la lógica argumental, la Ilustración, el empirismo lógico y las filosofías no-europeas, como la filosofía china.
Se doctoró en 1957 en la Universidad de Viena y completó su habilitación en 1968 en la Universidad de Constanza. 
Ha sido profesor invitado en las universidades de Berlín, Marburgo y Graz. Desde 1967, y hasta su jubilación, fue catedrático de filosofía en la Universidad de Constanza. 